# Паторжинський Іван Сергійович
Іва́н Сергі́йович Паторжи́нський (20 лютого (3 березня) 1896 , Петро-Свистунове, Олександрівський повіт, Катеринославська губернія, Російська імперія  — 22 лютого 1960 , Київ ) — український совєтський оперний співак (бас-профундо), педагог, народний артист СРСР (1944), представник українського вокального мистецтва. Лауреат Сталінської премії (1942). Депутат Верховної Ради УРСР 1–4 скликання (1938—1959). Професор Київської державної консерваторії.

## Біографія
Народився 20 лютого (3 березня) 1896 року в селі Петро-Свистунове, нині Вільнянського району Запорізької області. В родині було семеро дітей. У свої молоді роки батько Івана працював складальником шрифтів у місцевій типографії, а коли від свинцевого пилу захворів на туберкульоз, придбав хату в селі та згодом став дяком у місцевій церкві. Голосом Іван вдався в батька, який славився потужним басом. Іван вирізнявся серед братів тямущістю й голосом. Його першим наставником був місцевий дзвонар, від якого Іван з шести літ знав грамоту. 
Закінчив Бахмутське духовне училище та Катеринославську духовну семінарію. У семінарії вчився вже після татової смерті, як сирота, за державний кошт. Сану не прийняв, бо мріяв про театр. У семінарії осягав таємниці співу, розвивав незвичайно сильний голос; співав у церковному хорі, організував чоловічий квартет, концерти якого проходили з аншлагом. Організував оперну студію й ансамбль, з якими виступав на Донбасі.
З 1917 року учителював на Донбасі, організував драматичний гурток, брав участь у виставі малоросійської трупи Колісниченка. Незабаром на нього звернула увагу співачка та педагог Зінаїда Малютіна (вихованка Московської консерваторії) і почала займатися з ним співом, готуючи до камерних концертів.
Згодом переїхав до Катеринослава (нині місто Дніпро), де одружився зі Снагою Марфою Хомівною. 1925 року в них народилася дочка Галина.
Вокальну освіту здобув у Катеринославській консерваторії (1918—1922). Працював керівником і диригентом хорової капели, хормейстером у клубі друкарів, створив чоловічий вокальний квартет, викладав співи у школах.
1925 року став солістом Української Державної Столичної Опери у Харкові. Дебютом була партія Мефістофеля в опері Шарля Гуно «Фауст». Серед іншого співав у дуеті з Марією Литвиненко-Вольгемут, творча дружба з якою тривала майже 30 років.
Від 1935 року — соліст Українського театру опери та балету в Києві. Мав надзвичайно сильний голос оксамитового тембру. Творчий діапазон був дуже великий: виконав сорок п'ять оперних партій; знявся у кінофільмах «Запорожець за Дунаєм», «Наталка Полтавка».
У час радянсько-німецької війни перебував в евакуації, а також виступав з концертами на фронті.
З 1944 року й до 1960 року — професор Київської консерваторії за класом сольного співу. Серед студентів Паторжинського були Євген Червонюк, Дмитро Гнатюк, Андрій Кікоть. Створив свої принципи педагогіки, метод комплексного виховання співака. Любив повторювати фразу Шаляпіна: «Треба співати так само легко, як розмовляєш». 
Неповторно виконував широко відомі «Ніченьку», «Ой кум до куми залицявся», «Старий капрал», «Казав мені батько», «Взяв би я бандуру», «Реве та стогне Дніпр широкий» та інші твори. Його голос легко впізнати за своєрідним оксамитовим тембром.
Гастролював у Польщі, Італії, Фінляндії, Канаді, Німеччині, США, Франції.
Провадив громадську роботу (у 1945—1954 роках — голова правління Українського театрального товариства). Микита Хрущов пише у спогадах, що Паторжинський, котрого як людину й співака поважав сам Сталін, разом із Марією Литвиненко-Вольгемут заступився за арештованого композитора Костянтина Данькевича і домігся його звільнення. Обирався депутатом Верховної Ради УРСР 1–4 скликання (1938—1959).
1953 року Паторжинський востаннє проспівав Карася із «Запорожця за Дунаєм» і покинув оперну сцену. У 1959 року в залі Київської консерваторії відбувся останній концерт видатного співака.

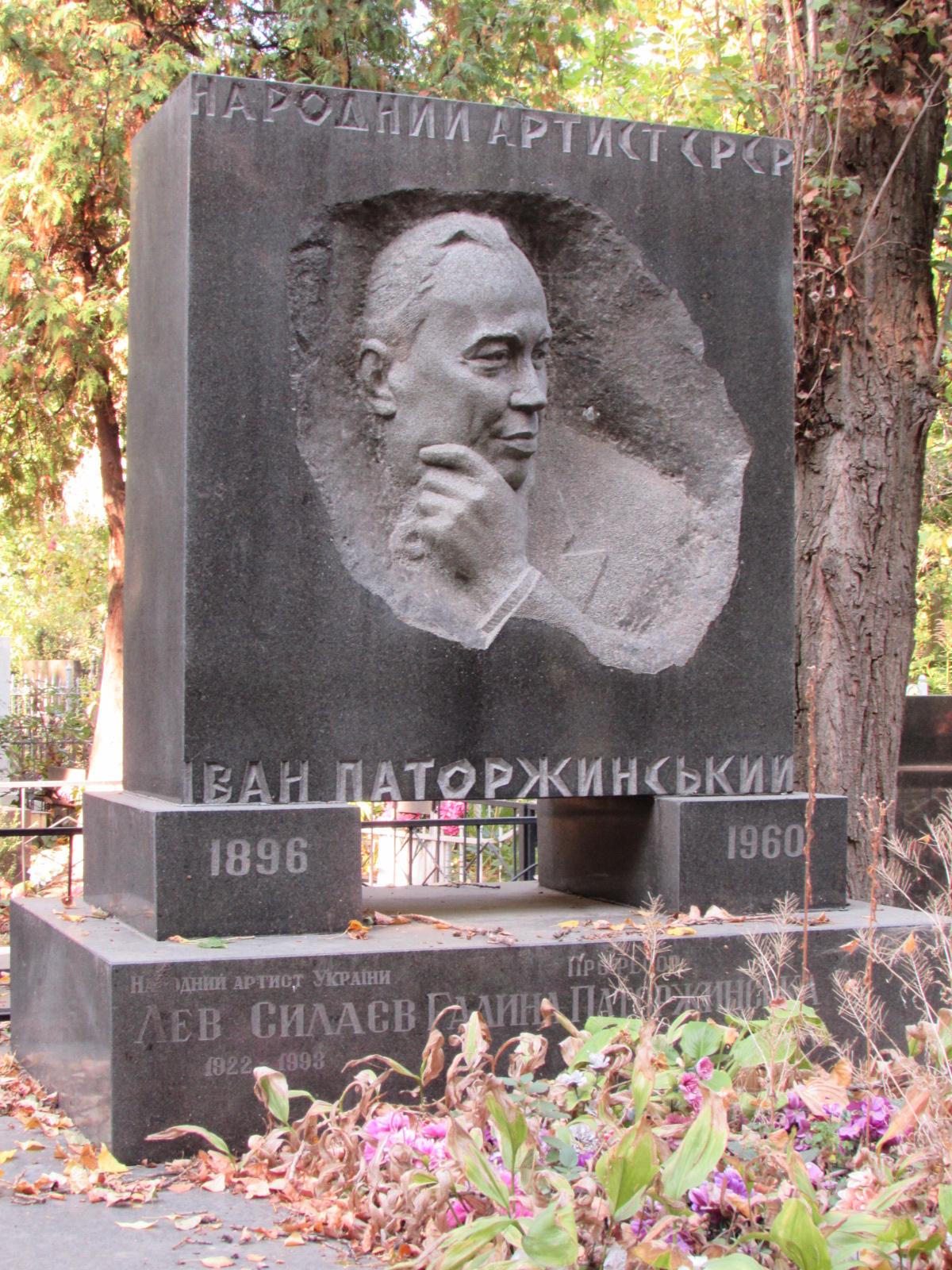
Могила Івана Паторжинського

Помер 22 лютого 1960 року в Києві. Похований в Києві на Байковому кладовищі (надгробок — лабрадорит; скульптор Еліус Фрідман; встановлений 1963 року).

## Родина
Рідний брат Івана Сергійовича — Федір (1901—1976), брав участь у громадянській війні в Росії. Емігрував до Туреччини, згодом мешкав у Болгарії, де був регентом у хорі. Наприкінці 1920-х оселився в Парижі. Керував хором Свято-Троїцького храму у місті Кліші та хором храму Трьох Святителів в Парижі. Наприкінці 1940-х років — керівник дитячим хором Четвергової церкви при Союзі російських православних парафій в Парижі. Удостоївся Гран-Прі на конкурсі в Італії. Іван тривалий час не знав про долю брата. Їхня зустріч відбулася у 1946 році, коли Іван Сергійович приїхав на гастролі до Канади. У 1957 році Федору Паторжинському довелося перенести важку операцію, і Іван Сергійович намагався матеріально підтримати брата, відвідував його під час гастролей в Америці. Від 1958 року Федор Сергійович мешкав в Києві, де працював другим дирижером Державної хорової капели «Думка» та керував хором студентів сільгоспакадемії. Помер 25 серпня 1976 року у Києві, де й похований.
Старша ж сестра Івана — Олександра, під час німецької окупації, була вчителькою та очолювала підпільну групу в Єлизаветівці на Донбасі. Загинула.

## Відзнаки
Нагороджений орденом Леніна (1946), трьома орденами Трудового Червоного Прапора (1936, 1948, 1951), медалями, югославським орденом Братерства і єдності. Лауреат Сталінської премії (1942).

## Творчість
Партії:
- Сусанін («Життя за царя» Глінки);
- Мельник («Русалка» Даргомижського);
- Мефістофель («Фауст» Гуно);
- Дон Базіліо («Севільський цирульник» Россіні);
- Карась («Запорожець за Дунаєм» Гулака-Артемовського);
- Тарас Бульба («Тарас Бульба» Лисенка; Державна премія СРСР, 1942);
- Валько («Молода гвардія» Мейтуса)
- та інші.

## Фільмографія
- 1936 — «Наталка Полтавка» (режисер Іван Кавалерідзе) — Виборний.
- 1953 — «Запорожець за Дунаєм» (режисер Василь Лапокниш) — Карась.

## Пам'ять

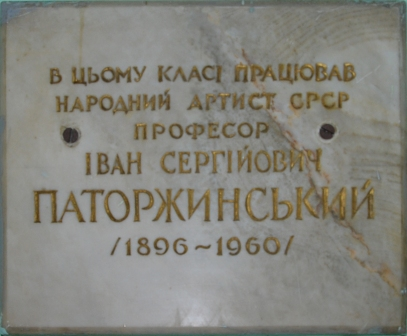
Меморіальна таблиця Івану Паторжинському в приміщенні Київської консерваторії

На фасаді будинку в Києві, де мешкав Паторжинський, встановлено гранітну меморіальну таблицю з барельєфним зображенням співака.
На його честь у Києві названо вулицю, а також одну з вулиць у Запоріжжі.. 
Вулиця одного з найпрестижніших районів Дніпра (Нагірний) також носить ім'я Івана Сергійовича Паторжинського. Також вулицю на честь оперного співака названо і у місті Луцьку.
Розпорядженням голови Запорізької обласної державної адміністрації Юрієм Карапетяном у серпні 2018 року затверджено Положення про премію імені Івана Паторжинського за досягнення в галузі музичного мистецтва.